# Оффенгаузен (Німеччина)
Оффенгаузен (нім. Offenhausen) — громада в Німеччині, розташована в землі Баварія. Підпорядковується адміністративному округу Середня Франконія. Входить до складу району Нюрнбергер-Ланд. Складова частина об'єднання громад Генфенфельд.
Площа — 22,50 км2. Населення становить 1598 ос. (станом на 31 грудня 2020).

## Галерея

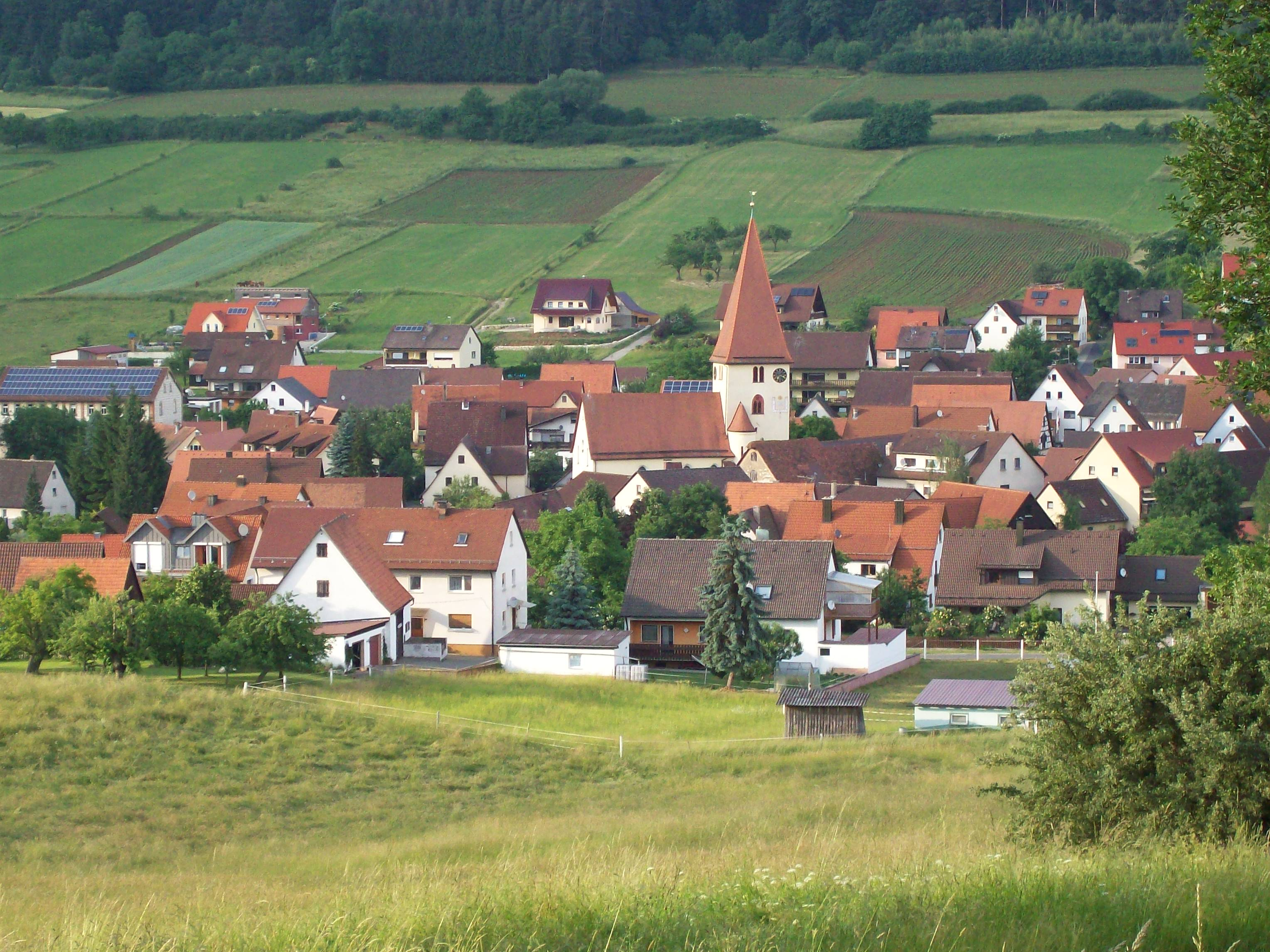